# Stanley Forman Reed

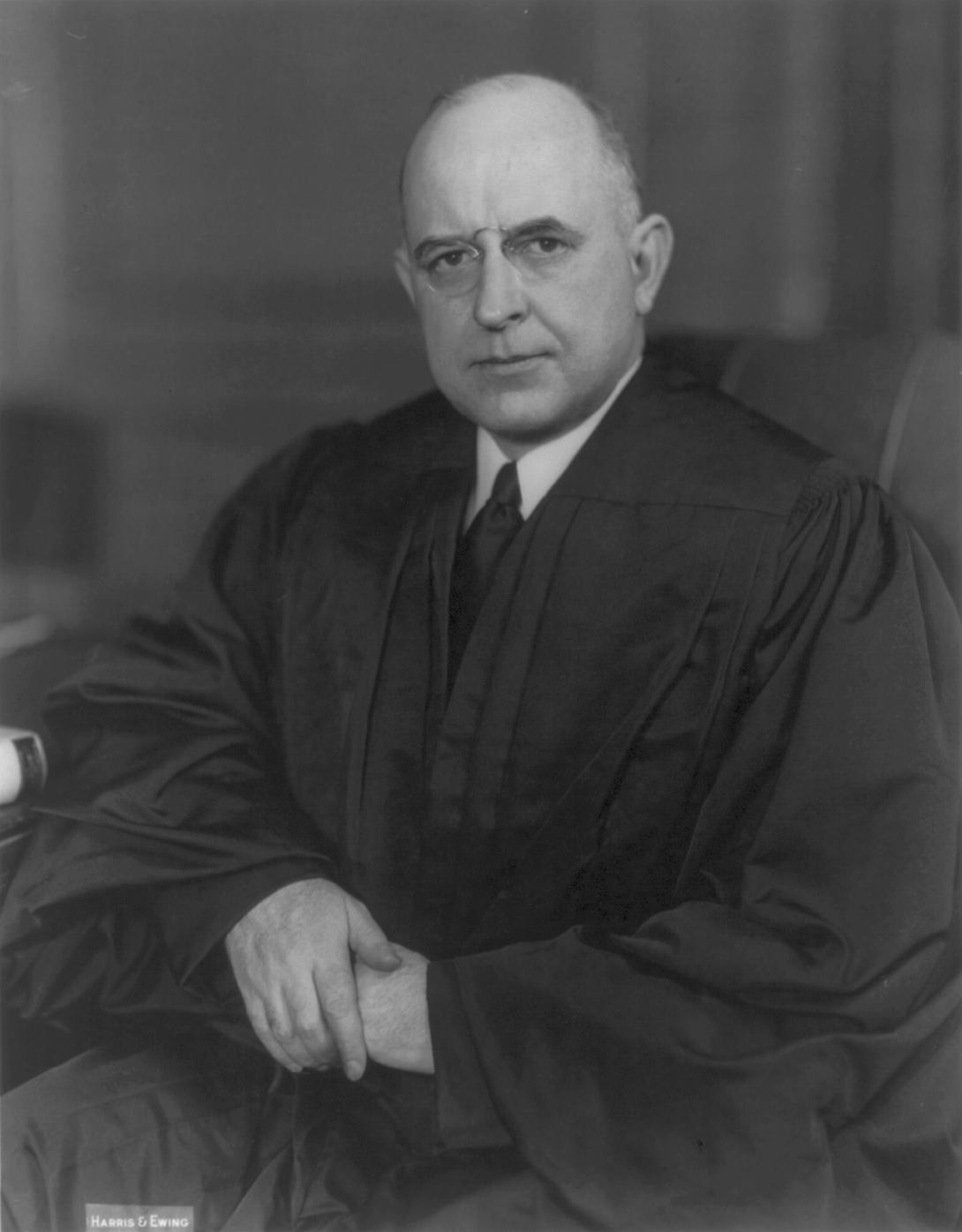
Stanley Forman Reed, etwa 1942

Stanley Forman Reed (* 31. Dezember 1884 in Minerva, Mason County, Kentucky; † 2. April 1980 in Huntington, New York) war ein amerikanischer Jurist. Er fungierte von März 1935 bis Januar 1938 als United States Solicitor General und vertrat während dieser Zeit die Regierung von Präsident Franklin D. Roosevelt vor dem Obersten Gerichtshof der Vereinigten Staaten in mehreren Verfahren zu den Wirtschafts- und Sozialreformen des New Deal, die als Reaktion auf die ab 1929 in den USA bestehende und als Great Depression bezeichnete Wirtschaftskrise beschlossen worden waren. Anschließend wirkte er bis Februar 1957 als Richter am Obersten Gerichtshof. In den 19 Jahren, die er am Gericht tätig war, verfasste er mehr als 300 Stellungnahmen.
Hinsichtlich seiner Positionen in sozioökonomischen Fragestellungen galt er als überwiegend progressiv, zu bestimmten gesellschaftlichen Themen vertrat er jedoch teilweise auch konservative Ansichten. In seine Amtszeit am Obersten Gerichtshof fiel, neben dem Ende des New Deal in den frühen 1940er Jahren, unter anderem 1954 die einstimmige Entscheidung Brown v. Board of Education zur Aufhebung der Rassentrennung an staatlichen Schulen in den USA, die als eines der wichtigsten Grundsatzurteile in der Geschichte des Gerichts gilt. Er erreichte mit 95 Jahren das höchste Alter aller bisherigen Richter am Obersten Gerichtshof und war der bislang letzte Richter in der Geschichte des Gerichts ohne einen juristischen Hochschulabschluss.

## Leben

### Ausbildung und Familie
Stanley Forman Reed wurde 1884 in der kleinen Gemeinde Minerva im Bundesstaat Kentucky als Sohn eines wohlhabenden Arztes geboren. Die religiösen Ansichten seines Vaters waren protestantisch geprägt, ohne dass er allerdings einer bestimmten Kirche angehörte. Stanley Forman Reed war das einzige Kind seiner Eltern und erhielt seine Schulbildung an Privatschulen im Mason County. Anschließend studierte er zunächst am Kentucky Wesleyan College, einer methodistischen Hochschule in Winchester, an der er 1902 einen B.A.-Abschluss erhielt. Vier Jahre später erwarb er am Yale College, wo unter anderem der Soziologe William Graham Sumner zu seinen Lehrern zählte, einen zweiten B.A. mit Schwerpunkt in Wirtschaft und Geschichte. In der Folgezeit widmete er sich ab 1907 an der University of Virginia und ab 1908 an der Columbia University einem Jurastudium, das er jedoch ohne Abschluss beendete. Während einer Reise nach Frankreich studierte er darüber hinaus 1909 auch Zivil- und Völkerrecht an der Sorbonne. Ein Jahr zuvor heiratete er, aus der Ehe gingen zwei Söhne hervor.
Nach der Rückkehr aus Frankreich setzte er seine juristische Ausbildung in einer Anwaltskanzlei in Kentucky fort. Er erhielt 1910 die Zulassung als Rechtsanwalt und ließ sich in Maysville nieder, wo er eine eigene Kanzlei eröffnete. Zwei Jahre später wurde er in das Repräsentantenhaus von Kentucky gewählt, in dem er zwei Wahlperioden von jeweils zwei Jahren Dauer amtierte und unter anderem Gesetzesvorhaben zur Kinderarbeit und zur Unfallversicherung von Arbeitern einbrachte. Nach dem Eintritt der Vereinigten Staaten in den Ersten Weltkrieg im April 1917 schloss er sich der US Army an und bekleidete dort den Rang eines Leutnants. Mit dem Ende des Krieges nahm er seine anwaltliche Tätigkeit in einer Kanzlei in Maysville wieder auf, in der er später Teilhaber wurde. Er wurde aufgrund seines erfolgreichen Wirkens über Kentucky hinaus bekannt und vertrat in den folgenden Jahren eine Reihe großer Unternehmen wie beispielsweise die Chesapeake and Ohio Railway. Mit seiner Familie ließ er sich auf einer Farm in der Nähe von Maysville nieder, auf der er in seiner Freizeit Rinder züchtete.

### Regierungsämter

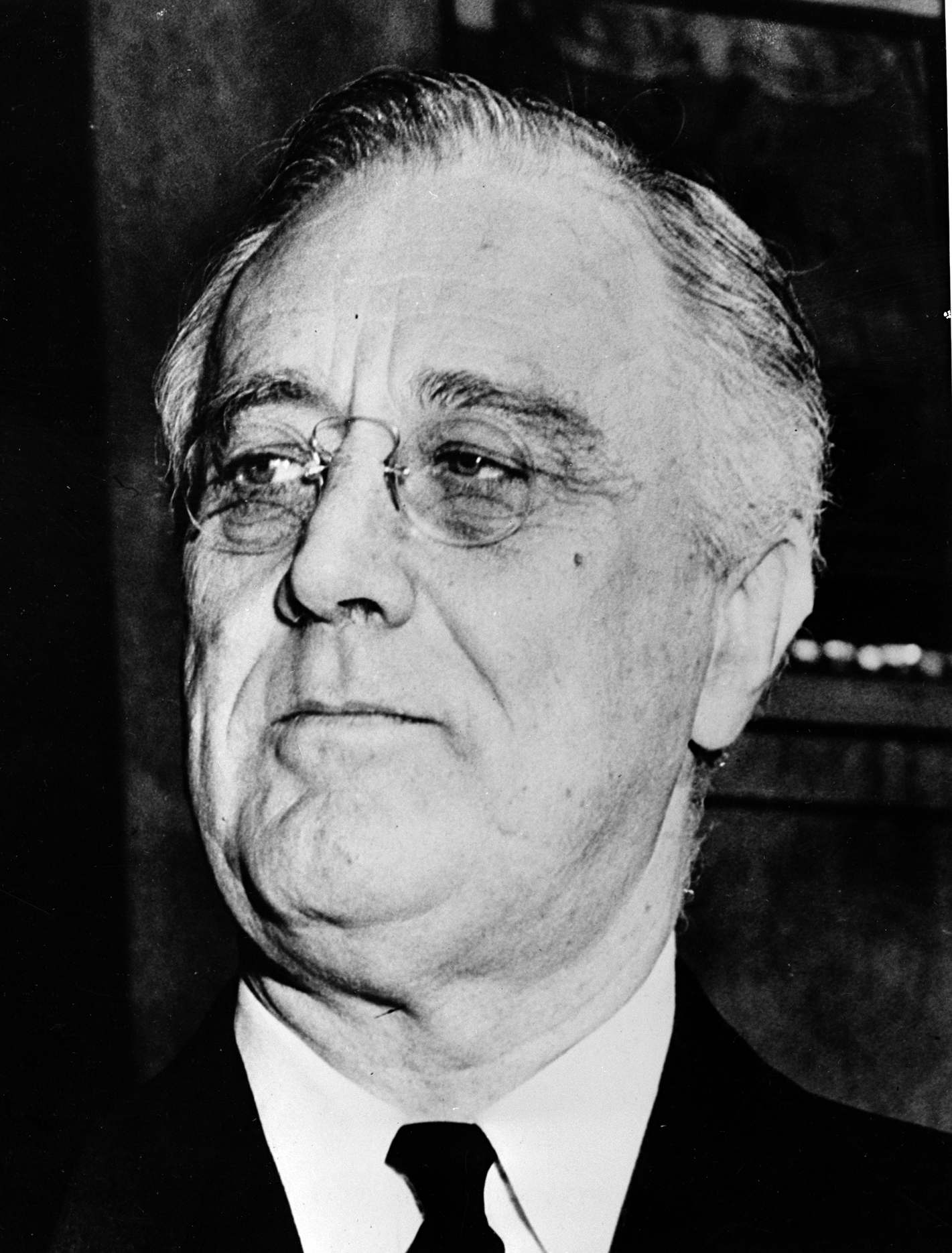
Franklin D. Roosevelt, dessen Wirtschafts- und Sozialreformen Stanley Forman Reed in seiner Funktion als Solicitor General vor dem Obersten Gerichtshof vertrat

Im November 1929 wurde Stanley Forman Reed, welcher der Demokratischen Partei angehörte, aufgrund seines landesweiten Ansehens im Bereich des landwirtschaftlichen Genossenschaftsrechts vom republikanischen Präsidenten Herbert C. Hoover zum leitenden Juristen des Federal Farm Board ernannt. Dabei handelte es sich um eine Bundesinstitution, die zur Bewältigung der Folgen der Großen Depression im Bereich der Landwirtschaft geschaffen worden war. Er amtierte in dieser Funktion bis zum Dezember 1932 und wirkte anschließend in gleicher Position für die Reconstruction Finance Corporation (RFC), eine unabhängige Bundesbehörde zur finanziellen Unterstützung der Bundesstaaten und Kommunen sowie von Banken, Bahngesellschaften und anderen Unternehmen während der Great Depression. In dieser Funktion war er mitverantwortlich für die Schaffung der Commodity Credit Corporation (CCC), eines staatseigenen Unternehmens, das durch An- und Verkaufsaktivitäten die Preise für landwirtschaftliche Güter stabilisieren und damit das wirtschaftliche Überleben landwirtschaftlicher Unternehmen sichern sollte. Die CCC entstand auf Anraten von Reed im Oktober 1933 durch einen Präsidentenerlass von Franklin D. Roosevelt und entwickelte sich zur Grundlage für alle Maßnahmen des New Deal im Bereich der Landwirtschaft.
Darüber hinaus unterstützte er die Ansichten von Herman Oliphant, des Rechtsberaters des Finanzministeriums der Vereinigten Staaten, der entgegen der Position von Finanzminister Henry Morgenthau den von Roosevelt geforderten Ankauf von Gold durch die RFC für juristisch zulässig hielt. Mit dieser Maßnahme sollte nach der Anfang 1933 erfolgten Aufhebung des Goldstandards der Goldpreis stabilisiert beziehungsweise erhöht werden. Roosevelt hatte die Abschaffung des Goldstandards und Maßnahmen zur Beschränkung privaten Goldbesitzes durchgesetzt, um den zuvor gesetzlich garantierten Rücktausch von US-Dollar in Gold und damit die steigende Nachfrage nach den Goldreserven der Vereinigten Staaten zu stoppen. Im März 1935 übernahm Reed das Amt des United States Solicitor General. In dieser Funktion vertrat er die Regierung vor dem Obersten Gerichtshof in einer Reihe von Verfahren zur Verfassungsmäßigkeit verschiedener Gesetze, die im Rahmen des New Deal beschlossen worden waren. Nachdem er anfangs in einigen dieser Verfahren unterlegen war, gelang es ihm ab 1937, wichtige Gesetzesvorhaben der Regierung vor dem Obersten Gerichtshof zu verteidigen. Die Bilanz seines Wirkens als Solicitor General gilt als durchschnittlich bis gut. Eine Reihe der von ihm zugunsten von Roosevelts Regierung erfolgreich vertretenen Fälle führten zu Urteilen, die bis in die Gegenwart als Grundsatzentscheidungen in der Geschichte des Gerichtshofs gelten.

### Richter am Obersten Gerichtshof

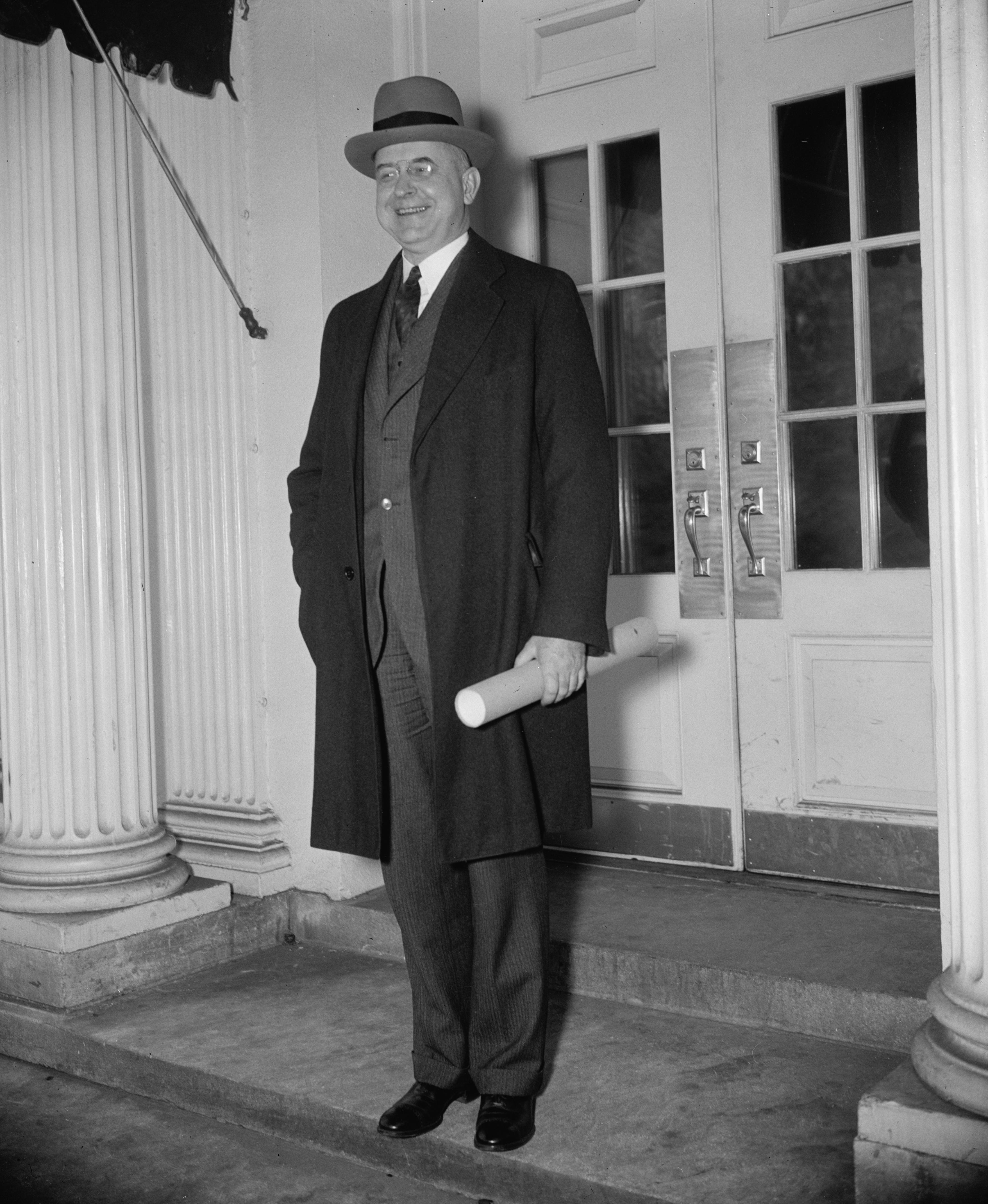
Stanley Forman Reed vor dem Weißen Haus nach seiner Ernennung zum Richter am Obersten Gerichtshof im Januar 1937

Nach dem Rückzug des 78-jährigen Richters George Sutherland vom Obersten Gerichtshof im Januar 1938 nominierte Präsident Roosevelt am 15. Januar 1938 Stanley Forman Reed als dessen Nachfolger. Er wurde ohne nennenswerte Einwände bereits zehn Tage später vom Senat einstimmig bestätigt und trat sein Amt am 31. Januar 1938 an; damit war er nach Hugo Black der zweite von Roosevelt nominierte Richter. Als Solicitor General folgte ihm Robert H. Jackson. Reed, der während seiner Zeit am Obersten Gerichtshofs 339 Stellungnahmen verfasste, galt im Allgemeinen als moderat und gab in vielen Fällen die für ein Urteil entscheidende fünfte Stimme ab. Er schrieb in 231 Entscheidungen die Mehrheitsmeinung, in 29 Fällen einen zustimmenden Kommentar sowie in 88 Fällen eine abweichende Mindermeinung. Zu Beginn seiner Amtszeit stimmte Reed oft mit den liberal eingestellten Richtern des Gerichtshofs unter der Leitung von Harlan Fiske Stone. Bis zur Mitte der 1940er Jahre änderte sich die inhaltliche Ausrichtung des Gerichtshofs jedoch zunehmend, so dass er mehr und mehr als Mitglied des konservativen Flügels galt.
Nach Stones Tod im April 1946 war Reed selbst an der Position des Vorsitzenden Richters interessiert, Präsident Harry S. Truman ernannte jedoch stattdessen Fred M. Vinson. Während der Zeit des Gerichts unter Vinsons Führung entsprachen Reeds Ansichten oft den Positionen von Vinson, der wie Reed aus Kentucky stammte. Auch mit den anderen von Truman nominierten Richtern stimmte er meist gemeinsam, so dass er in dieser Phase dementsprechend oft die Mehrheitsmeinung vertrat. Nach der Ernennung von Earl Warren zum Vorsitzenden Richter im Jahr 1953 gab Reed ab der Mitte der 1950er zunehmend Sondervoten ab, die von der Gerichtsmehrheit abwichen, da er der Ansicht war, dass sich die Jurisprudenz des Gerichts zu weit von seinem eigenen Ansichten entfernt hätte. Zum Ende seiner Amtszeit im Jahr 1957 galt er als der konservativste unter den acht Richtern, die Roosevelt nominiert hatte. Diese Änderung in der Wahrnehmung seines Wirkens resultierte zum Teil auch aus der Verschiebung des Arbeitsschwerpunktes des Gerichtshofs von wirtschaftsrechtlichen Themen während der New-Deal-Ära hin zu Fragen der Bürgerrechte und strafprozessrechtlichen Aspekten in der Zeit nach dem Zweiten Weltkrieg.

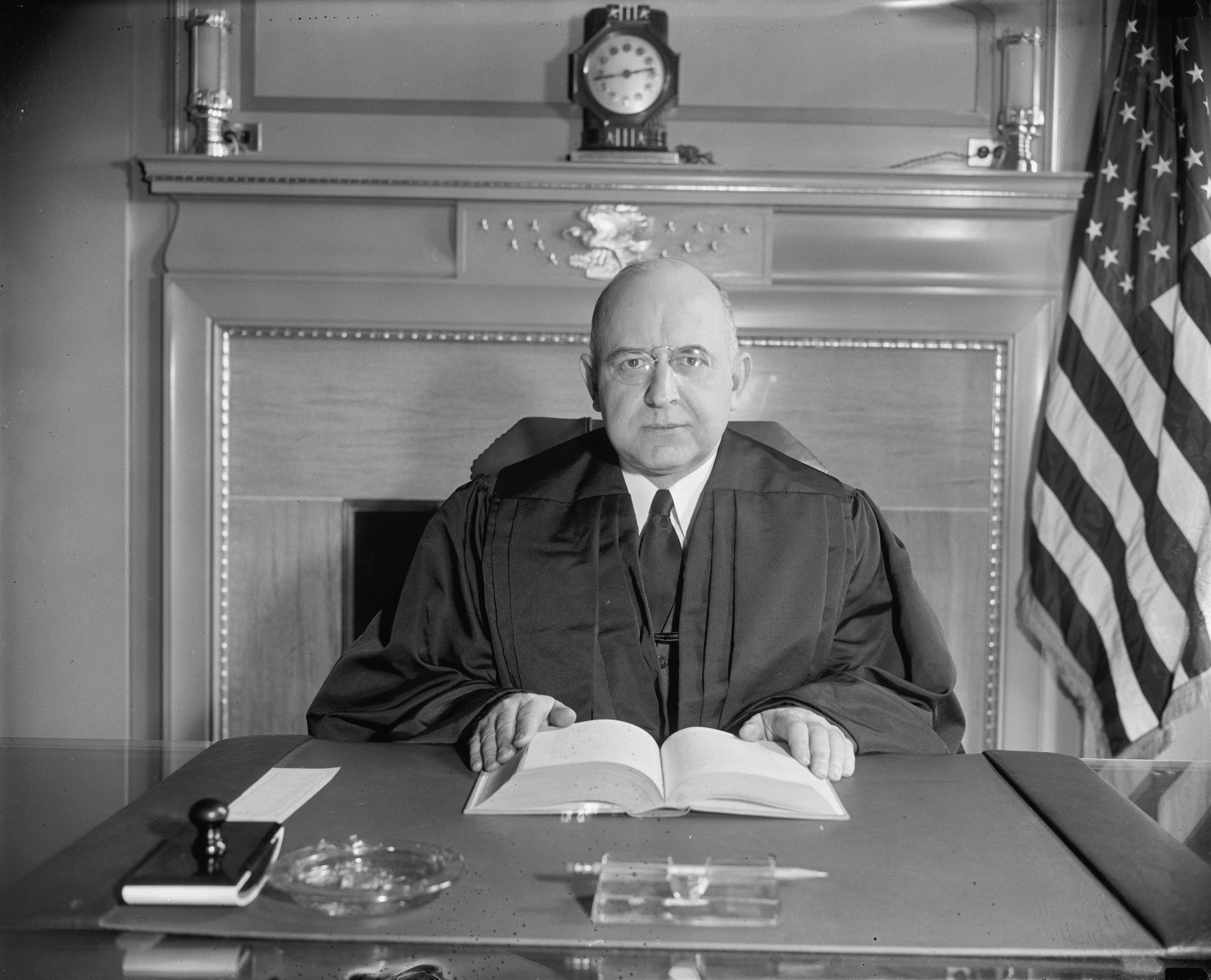
Stanley Forman Reed, ca. 1937/1938

Zu den von Stanley Forman Reed formulierten Entscheidungen zählte unter anderem United States v. Rock Royal Cooperative, Inc. (307 U.S. 533, 1939), mit welcher der Agricultural Marketing Agreement Act von 1937 für verfassungsgemäß erklärt wurde. Dieses im Rahmen des New Deal entstandene Gesetz gab dem Landwirtschaftsministerium die Möglichkeit, für bestimmte landwirtschaftliche Güter im Außenhandel und im Handel zwischen den Bundesstaaten Mindestpreise festzulegen. Außerdem verfasste er die Mehrheitsmeinung in dem Urteil Smith v. Allwright (321 U.S. 649, 1944), mit dem eine frühere Entscheidung zur Rechtmäßigkeit der Verweigerung der Teilnahme von Afroamerikanern an politischen Vorwahlen aufgehoben wurde, sowie in der Entscheidung Morgan v. Virginia (328 U.S. 373, 1946), durch welche Gesetzesvorgaben zur Rassentrennung beim öffentlichen Personentransport über Bundesstaatsgrenzen als nicht verfassungsgemäß verworfen wurden. Die diesem Fall zugrundeliegende Klage richtete sich gegen ein Gesetz des Staates Virginia und war von der afroamerikanischen Bürgerrechtlerin Irene Morgan, die vom späteren Verfassungsrichter Thurgood Marshall vertreten wurde, vor den Gerichtshof gebracht worden.

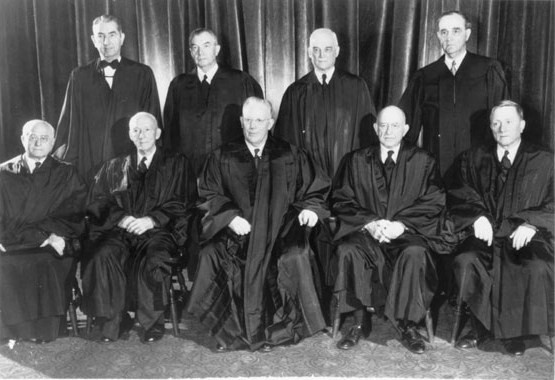
Stanley Forman Reed (vordere Reihe, 2. v. r.) und die Mitglieder des Obersten Gerichtshofs 1953 unter dem Vorsitz von Earl Warren (vordere Reihe, Mitte)

Weitere Fälle, in denen Reed die Mehrheitsmeinung formulierte, waren Pennekamp v. Florida (328 U.S. 331, 1946), der die durch den ersten Zusatzartikel garantierte Meinungsfreiheit in einem Fall betraf, in welchem ein Journalist nach Veröffentlichung von zwei kritischen Artikeln über ein Gericht in Florida von diesem eine Vorladung wegen Missachtung des Gerichts erhalten hatte, sowie McCollum v. Board of Education (333 U.S. 203, 1948) zur Trennung von Religion und Staat im Religionsunterricht an staatlichen Schulen. Auch im Fall Adamson v. California (332 U.S. 46, 1947) zur Frage, ob die Bestimmungen des fünften Verfassungszusatzes aufgrund des im 14. Verfassungszusatz formulierten Prinzips der Rechtssicherheit auch für einzelstaatliche Rechtsprechung Bestandteil der in der Bill of Rights formulierten unveräußerlichen Grundrechte seien, verfasste er die Gerichtsposition. Die Haltung des Gerichts in dieser mit fünf gegen vier Richterstimmen getroffenen Entscheidung, dass der 14. Zusatzartikel das sich aus dem fünften Verfassungszusatz ergebende Recht zur Verweigerung der Aussage gegen sich selbst nicht im Umgang mit einzelstaatlichen Gerichten schützt, wurde in den 1960er Jahren in mehreren Entscheidungen des Gerichtshofs revidiert.
Stanley Forman Reed war darüber hinaus am Urteil Brown v. Board of Education (347 U.S. 483, 1954) beteiligt, das als eines der bedeutendsten in der Geschichte des Gerichtshofs gilt und das Ende der rechtlich sanktionierten Rassentrennung an staatlichen Schulen in den Vereinigten Staaten markierte. Da er der Meinung war, dass die Rassentrennung nicht inhärent diskriminierend sei, schloss er sich der Entscheidung jedoch erst an, nachdem ihn der Vorsitzende Richter Earl Warren davon überzeugt hatte, dass die Einstimmigkeit des Gerichtshofs in diesem Fall im unbedingten Interesse des Landes und des Gerichts sei. Nach Ansicht von Beobachtern und von Warren trug Reeds Unterstützung wesentlich zur gesellschaftlichen Akzeptanz von Brown v. Board of Education bei. Angaben von John Fassett zufolge hatte Reed, der alle seine Unterlagen und Notizen zu dieser Entscheidung vernichtete, zuvor bereits eine abweichende Stellungnahme entworfen. Sein Kollege Felix Frankfurter, mit dem er während der 18 Jahre ihres gemeinsamen Wirkens eng verbunden war, betrachtete die Entscheidung von Reed, in Brown v. Board of Education mit der Gerichtsmehrheit zu stimmen, als dessen bedeutendsten Beitrag zur Entwicklung des Landes. Auch Reed selbst sah dieses Urteil als das wichtigste seiner richterlichen Laufbahn an.

### Rückzug vom Richteramt und Tod
Das Wirken von Stanley Forman Reed am Obersten Gerichtshof war nach Angaben seines Law Clerks John Fassett und des ehemaligen Vorsitzenden Richters Warren E. Burger durch einen ausgeprägten Arbeitseifer und eine Hingabe gegenüber dem Gericht als Institution gekennzeichnet. Er empfand jedoch andererseits das Schreiben von Urteilen als mühsam und erhielt deshalb seltener als seine Kollegen die Aufgabe, die Gerichtsmeinung zu verfassen. Darüber hinaus schrieb er nur wenige erwähnenswerte Entscheidungen und verzichtete weitestgehend auf öffentliche Äußerungen, die über seine Aussagen in den Urteilstexten hinausgingen. In seinen Stellungnahmen, die meist knapp formuliert waren, beschränkte er sich in der Regel auf die Fakten des jeweiligen Falls und der relevanten Gesetze.
Am 25. Februar 1957 zog sich Stanley Forman Reed, der nach den Erinnerungen seiner Law Clerks John Sapienza und John Fassett in seinem Auftreten sowie im Umgang mit seinen Richterkollegen und Mitarbeitern stets freundlich und nicht streitbar war, im Alter von 72 Jahren bei guter Gesundheit von seiner Position am Obersten Gerichtshofs zurück. In den 19 Jahren seines Wirkens war er mit Charles Evans Hughes, Harlan Fiske Stone, Fred M. Vinson sowie Earl Warren unter vier verschiedenen Vorsitzenden Richtern tätig gewesen und hatte mit 18 Richterkollegen zusammengearbeitet. Sein Nachfolger im Amt wurde Charles Evans Whittaker. Im November desselben Jahres nominierte ihn Dwight D. Eisenhower für den Vorsitz der Commission on Civil Rights. Reed lehnte die Nominierung jedoch Anfang Dezember 1957 ab, da er der Ansicht war, dass sein Wirken in dieser Kommission dem Respekt vor der Unabhängigkeit der Bundesjustiz schaden könnte.
In den folgenden Jahren fungierte er als Richter an unteren Bundesgerichten, darunter bis 1966 in 87 Fällen des Bundesberufungsgerichts für den District of Columbia und außerdem bis 1970 in 40 Fällen am Court of Claims. Von den 17 Entscheidungen, die er am Bundesberufungsgericht schrieb, gelangten sechs auf dem Instanzenweg vor den Obersten Gerichtshof. Dessen Richter hoben eine dieser Entscheidungen auf, während in den fünf anderen Fällen der Antrag auf Urteilsprüfung (Petition for Writ of Certiorari) abgelehnt wurde. Am Court of Claims gab er in 30 Urteilen eine Stellungnahme ab. Stanley Forman Reed war der erste ehemalige Richter in der Geschichte des Obersten Gerichtshofs, der die nach der Pensionierung bestehende Möglichkeit zur Tätigkeit an unteren Gerichten regelmäßig wahrnahm.
Nachdem er während seiner Zeit als Richter zusammen mit seiner Frau in einem Apartment im Mayflower Hotel in Washington gewohnt hatte, lebten sie ab 1976 in einem Seniorenheim in Huntington auf Long Island, wo er 1980 starb. Mit 95 Jahren erreichte er das höchste Alter aller bisherigen Richter am Obersten Gerichtshof. Darüber hinaus war er der bisher letzte Richter in der Geschichte des Gerichts ohne einen juristischen Hochschulabschluss. Bestattet wurde er in Maysville. Sein Nachlass wird an der University of Kentucky verwahrt.

## Rezeption und Nachwirkung

### Rechtsphilosophische und politische Ansichten

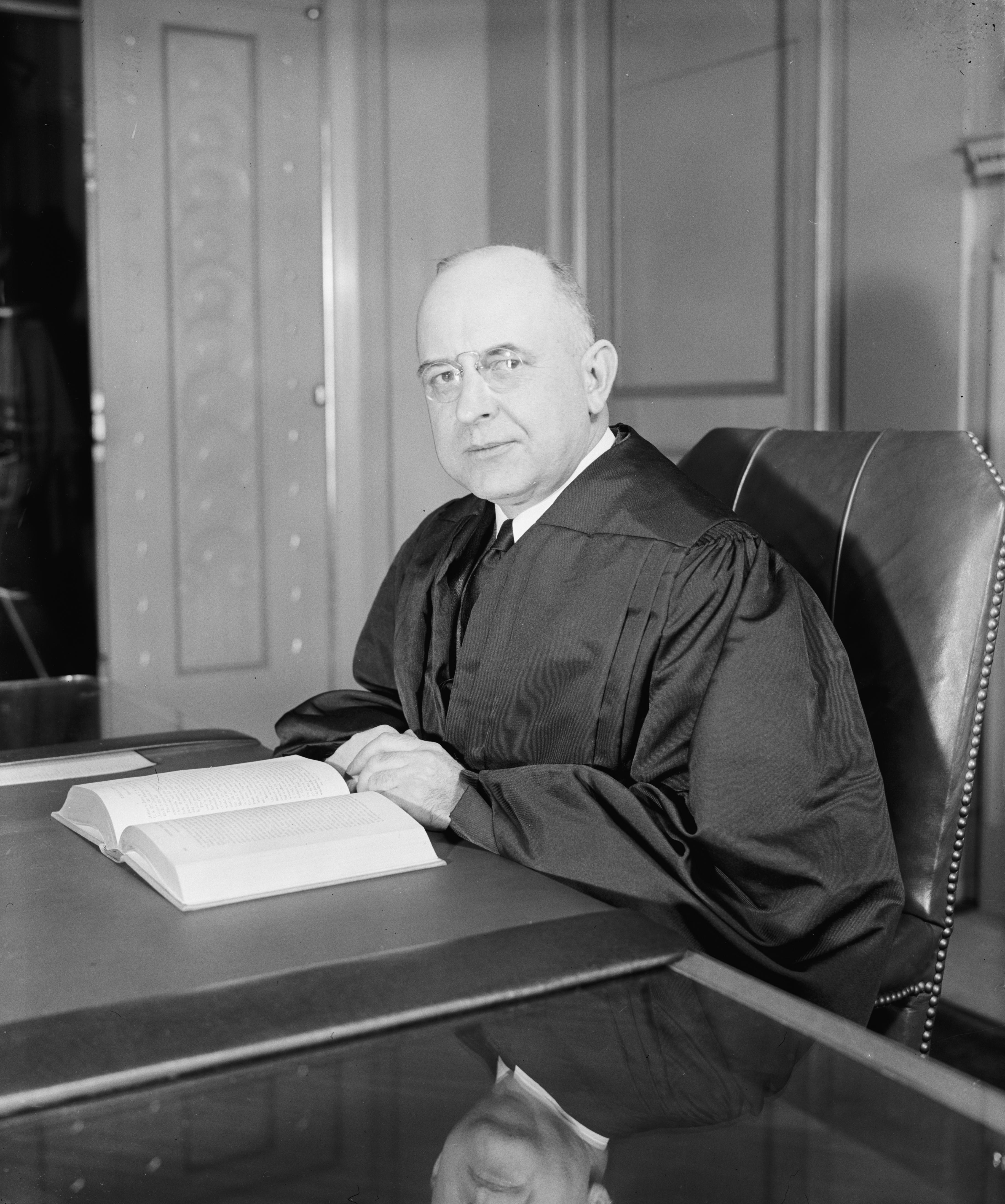
Stanley Forman Reed, 1938

Hinsichtlich seiner Rechtsphilosophie war Stanley Forman Reed gemeinsam mit seinem Kollegen Felix Frankfurter ein Befürworter des Judicial restraint (richterliche Mäßigung), einer Position zwischen der wortgetreuen Auslegung der Verfassung durch die Vertreter des Strict constructionism (strikte Gesetzestextauslegung) und der als Judicial activism (richterlicher Aktivismus) bezeichneten zeitgemäßen Interpretation der Verfassung als „lebendiges Dokument“ (living document). Diese Haltung resultierte aus den Erfahrungen, die er als Solicitor General mit der Verteidigung der Gesetze der Regierung von Roosevelt vor dem Gerichtshof gemacht hatte. Wie die anderen von Roosevelt nominierten Richter war er der Ansicht, dass sich der Gerichtshof gegenüber der Legislative und der Exekutive zurückhaltend verhalten sollte.
Im sozioökonomischen Bereich vertrat Reed in der Regel progressive Ansichten wie beispielsweise eine Unterstützung regulierender staatlicher Maßnahmen in der Wirtschaft sowie eine Stärkung der Bürgerrechte und der Rolle von Gewerkschaften. Bei einigen Themen wie der Meinungsfreiheit, der nationalen Sicherheit sowie bestimmten gesellschaftlichen Fragen wie den Rechten von Angeklagten nahm er jedoch teilweise auch konservative Positionen ein. Er galt allerdings als energischer Gegner von Zensur und unterstützte in den meisten Urteilen zum ersten Verfassungszusatz eine Ausweitung der sich daraus ergebenden Rechte.
Innerhalb der Demokratischen Partei positionierte er sich als Unterstützer des Progressivismus von Woodrow Wilson und von Roosevelts Sozial- und Wirtschaftsreformen des New Deal. George Sutherland, sein Vorgänger am Obersten Gerichtshof, hatte demgegenüber zu einem als Four Horsemen bezeichneten Block aus vier konservativen Richtern gezählt, welche die New-Deal-Gesetzgebung konsequent ablehnten. Reed hingegen betrachtete die Steuerung der Volkswirtschaft durch eine entsprechende Wirtschaftspolitik ebenso wie die Verbesserung der amerikanischen Gesellschaft als grundlegende Aufgaben der Regierung. Bezüglich der Befugnisse des Kongresses oder des Präsidenten sah er, insbesondere im Bereich der nationalen Sicherheit, nur wenige Beschränkungen.

### Auszeichnungen und Würdigung
Stanley Forman Reed erhielt Ehrendoktortitel der Yale University (1938), der University of Kentucky (1940), der Columbia University (1940), des Kentucky Wesleyan College (1941) und der University of Louisville (1947). Die University of Virginia verlieh ihm 1961 den Outstanding Alumnus Award. Am Gerichtsgebäude des Mason County (Mason County Courthouse) in Maysville erinnert eine Gedenktafel an seine Tätigkeit als Solicitor General und als Richter am Obersten Gerichtshof. Darüber hinaus ist in Maysville eine Straße, in der sich seine Kanzlei befand, nach ihm benannt.
Unter dem Titel „New Deal Justice: The Life of Stanley Reed of Kentucky“ erschien 1994 eine monografische Biografie mit einem Umfang von rund 770 Seiten über das Leben und Wirken von Reed. In einer Umfrage mit dem Titel „Rating Supreme Court Justices“, welche die Juraprofessoren Albert P. Blaustein von der Rutgers University und Roy M. Mersky von der University of Texas unter 65 Hochschullehrern für Rechts- beziehungsweise Politikwissenschaften sowie Geschichte im Jahr 1970 durchführten, wurde das Wirken von Stanley Forman Reed mit der dritthöchsten von fünf möglichen Kategorien und damit als durchschnittlich („average“) bewertet.